# Sân bay quốc tế Navoi
Sân bay quốc tế Navoi (IATA: NVI, ICAO: UTSA) là một cảng hàng không quốc tế tọa lạc ở Navoi, Uzbekistan. Nó được đặt tên theo Ali-Shir Nava'i.
Sân bay mở cửa hoạt động vào năm 1962 trong thời Liên Xô và trở thành sân bay chính của hãng Uzbekistan Airways khi hãng hàng không quốc gia được thành lập ngày 28 tháng 1 năm 1992 theo nghị định của Chủ tịch nước Cộng hòa Uzbekistan. Năm 2007, sân bay Navoi bắt đầu các dự án nâng cao năng lực và cải thiện sân bay, xây mới hoàn toàn đường băng và đường lăn, lắp đặt hệ thống chiếu sáng và cấu trúc hiện đại cho tháp kiểm soát không lưu mới và các bộ phận khác.
Năm 2009, Korean Air Cargo đã tiếp quản sân bay và theo kế hoạch 10 năm phát triển, tiếp tục đẩy mạnh các chương trình hiện đại hóa. Công tác xây dựng các cảng hàng không lớn nhất ở Trung Á có thể xử lý 100.000 tấn hàng hóa mỗi năm sử dụng thiết bị mới nhất gần đây đã được hoàn tất và khánh thành vào ngày 12 tháng 8 năm 2010. Các bãi đỗ của máy bay chuyên chở hàng hóa cũng đã được xây dựng để chứa 5 chiếc máy bay B747-400 và 4 bồn nhiên liệu đã được xây dựng có thể cung cấp 1,4 triệu gallon nhiên liệu dùng trong hàng không và có thể đổ đầy hơn 25 máy bay B747-400.